# Miltonia phymatochila
Miltonia phymatochila är en orkidéart som först beskrevs av John Lindley, och fick sitt nu gällande namn av Norris Hagan Williams och Mark W. Chase. Miltonia phymatochila ingår i släktet Miltonia och familjen orkidéer. Inga underarter finns listade i Catalogue of Life.

## Bildgalleri

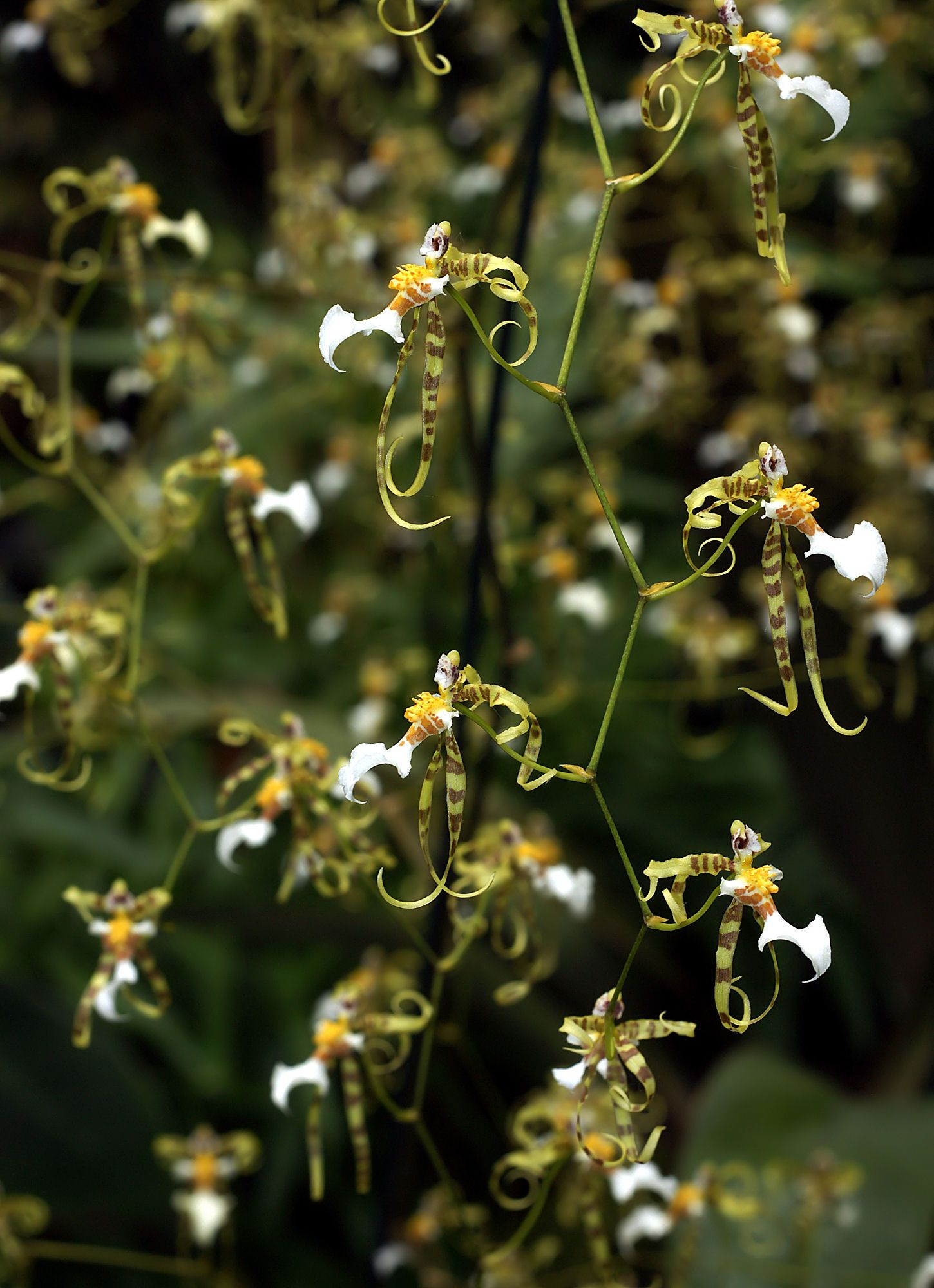
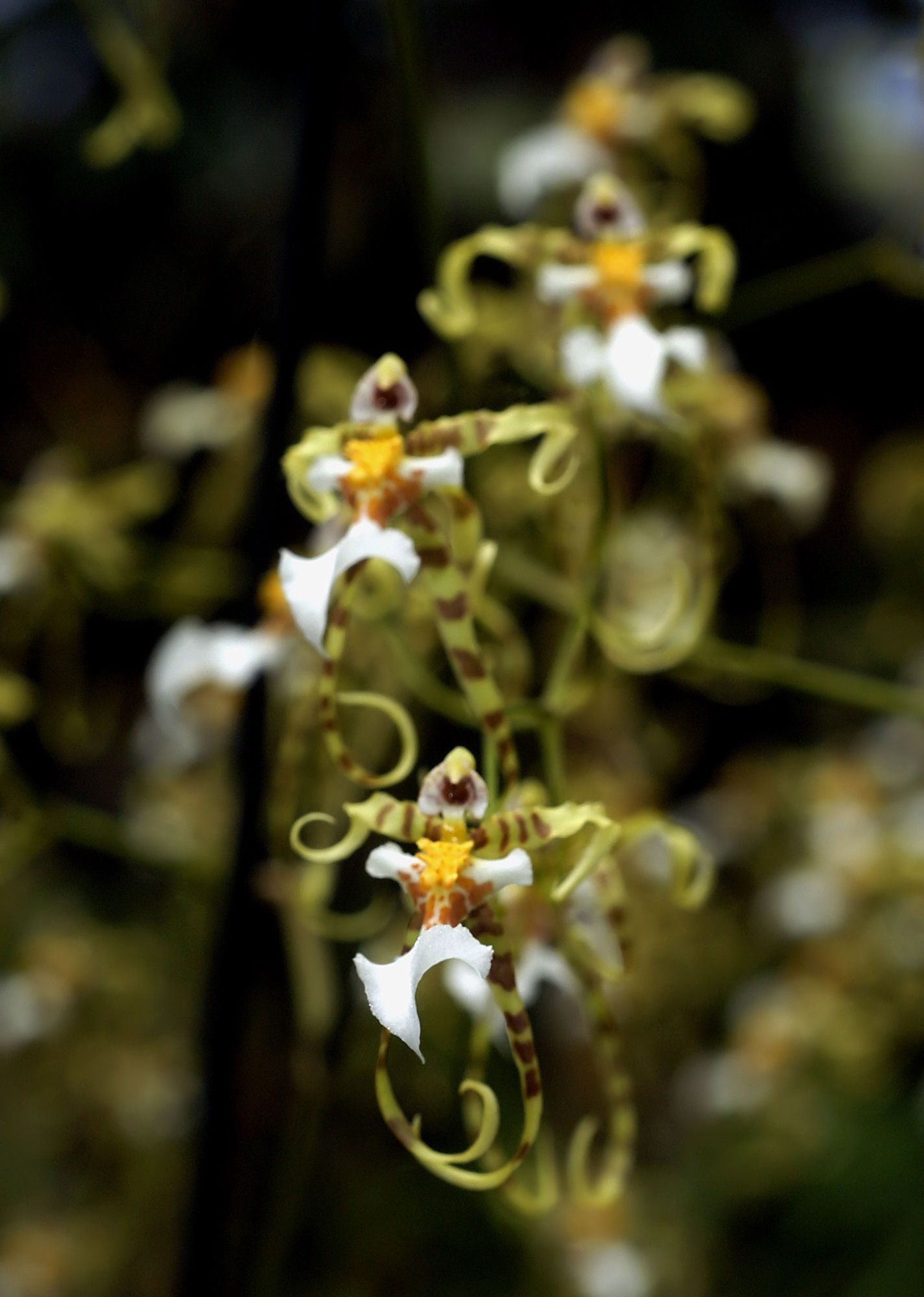
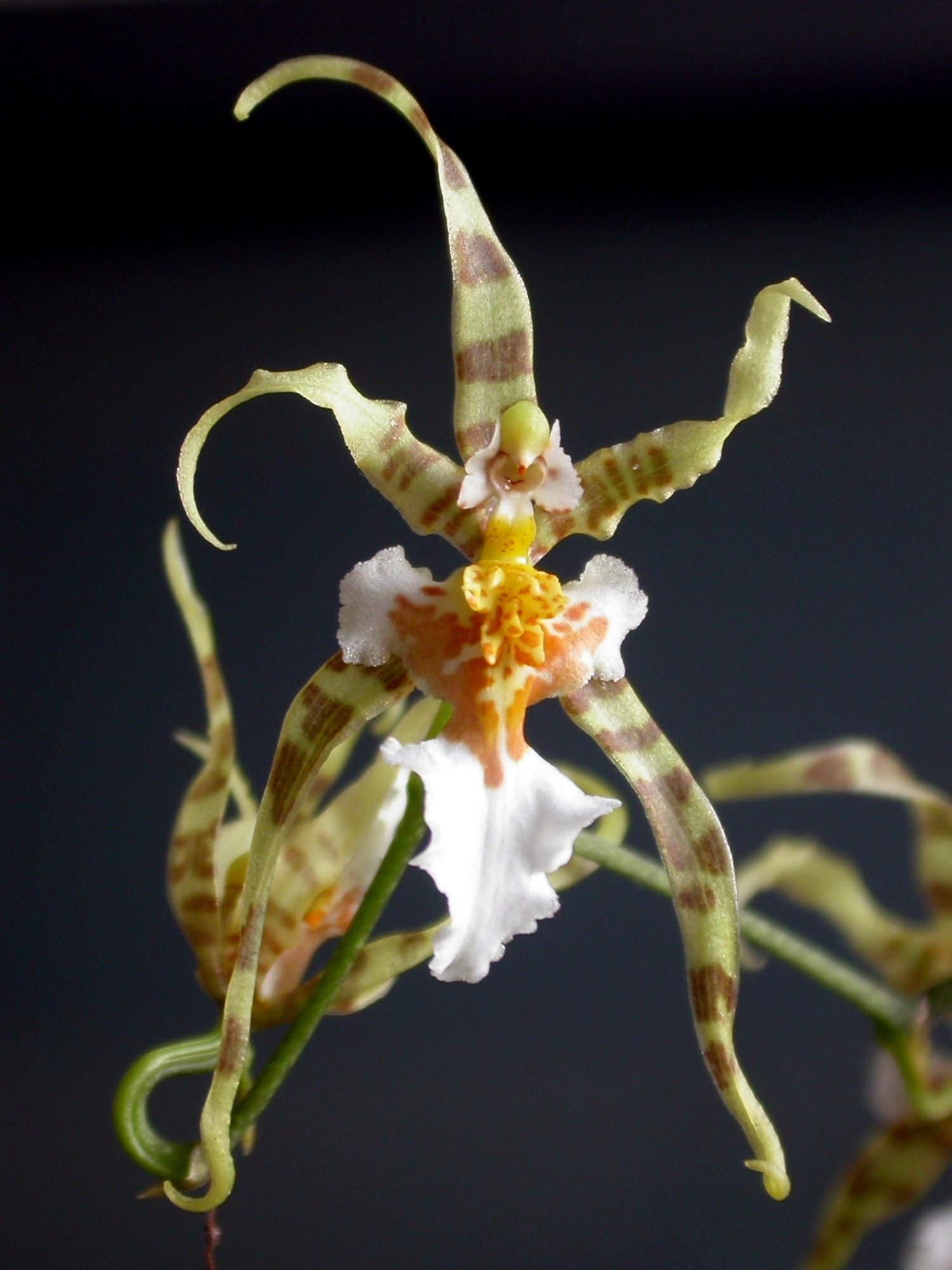